# Baiomys musculus
Baiomys musculus é uma espécie de roedor da família Cricetidae.
Pode ser encontrada nos seguintes países: El Salvador, Guatemala, Honduras, México e Nicarágua.